# Moussey (Mosela)
 Moussey  es una comuna        y población de Francia, en la región de Lorena, departamento de Mosela, en el distrito de Sarrebourg y cantón de Réchicourt-le-Château.
Su población en el censo de 1999 era de 644 habitantes.
Está integrada en la Communauté de communes du Pays des Étangs .

## Demografía
| 1028 | 1058 | 987 | 802 | 721 | 644 |
| Para los censos de 1962 a 1999 la población legal corresponde a la población sin duplicidades (Fuente: INSEE [Consultar]) |      |     |     |     |     |

- Datos: Q21938
- Multimedia: Moussey (Moselle) / Q21938

1. ↑  Worldpostalcodes.org, código postal n.º 57770.
2. ↑  INSEE, Datos de población para el año 2012 de Moussey (en francés).